# Патсон Дака
Патсон Дака (англ. Patson Daka, нар. 9 жовтня 1998, Чингола) — замбійський футболіст, грає на позиції нападника. Виступає за клуб «Лестер Сіті» та національну збірну Замбії.

## Клубна кар'єра
Вихованець клубу «Кафуе Селтік». На правах оренди виступав за «Пауер Дайнамос», а згодом австрійський «Ліферінг».
У 2017 Патсон перейшов до клубу «Ред Булл» (Зальцбург). Виступаючи в  Юнацькій лізі УЄФА став автором двох голів у двох матчах. 27 листопада Дака забив гол у ворота бельгійського клубу «Генка» у Лізі чемпіонів УЄФА 2019—2020 та став першим замбійцем, який забив гол на груповому етапі змагань.
18 грудня 2019 року Дака продовжив контракт із Зальцбургом до літа 2024 року. За підсумками сезону 2019–20 він забив 22 голи у 24-х матчах.
30 вересня 2020 року він забив дубль у переможній грі 3–1 проти «Маккабі» (Тель-Авів) плей-оф раунду Ліги чемпіонів УЄФА 2020—2021. 21 травня 2021 року Патсона став найкращим бомбардиром в австрійській Бундеслізі в його активі 27 голів у 28-ми матчах.
30 червня 2021 року, англійський клуб «Лестер Сіті» та нападник, уклали п'ятирічний контракт. Дака дебютував у складі «городян» у переможній грі 1–0 в матчі за Суперкубок Англії проти «Манчестер Сіті». 23 серпня Патсон дебютував у Прем'єр-лізі, вийшовши на заміну Гарві Барнса в програному матчі 1–4 проти «Вест Гем Юнайтед».
16 жовтня він забив свій перший гол за «Лестер Сіті» в переможному матчі 4–2 проти «Манчестер Юнайтед» на «Кінг Павер». 20 жовтня в переможній грі Ліги Європи 4–3 проти московського «Спартака» Патсон відзначився покером, ставши першим гравцем «Лестера», який забив 4 голи в грі з 1958 року. 25 листопада 2021 року Дака став найкращим бомбардиром «Лестера» в історії єврокубків після того, як забив гол у переможному матчі 3–1 Ліги Європи проти варшавської «Легії».

## Виступи за збірну
З 2014 по 2015 виступав за юнацьку збірну Замбії.
З 2015 по 2017 виступав у складі молодіжної збірної Замбії.
У складі національної збірної Замбії дебютував 10 травня 2015 року в товариському матчі проти збірної Малаві.

## Досягнення

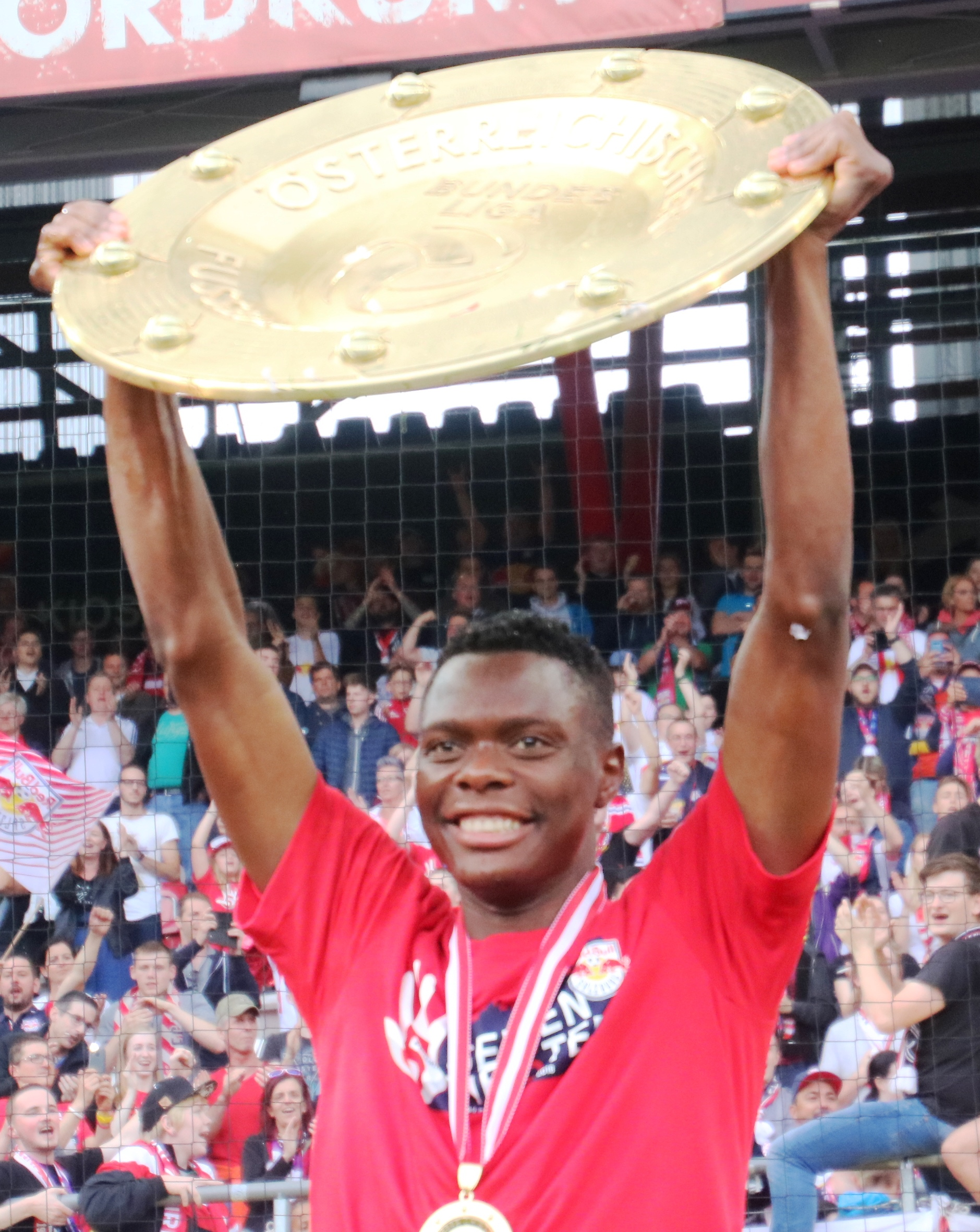
Дака з чемпіонським трофеєм Австрійської Бундесліги в 2018 році.

«Ред Булл» (Зальцбург) молодіжний склад
- Юнацька ліга УЄФА: 2016—17[18]

«Ред Булл» (Зальцбург)
- Чемпіон Австрії:2017–18, 2018–19, 2019–20, 2020–21
- Кубок Австрії: 2018–19, 2019–20, 2020–21

«Лестер Сіті»
- Суперкубок Англії: 2021[20]

Замбія U-20
- Чемпіон Африки (U-20): 2017
- Кубок КОСАФА U-20: 2016[21]

Особисті
- Найкращий бомбардир австрійського чемпіонату: 2020–21[8]